# TVB Plus
TVB Plus是香港電視廣播有限公司旗下的一條高清格式播放的免費數碼電視頻道，以粤语为主要语言，定位是以娱乐為主财经为辅的綜合頻道。该频道是由综合娱乐频道J2和财经资讯频道無綫財經 體育 資訊台合併而來。

## 歷史
2023年11月27日，電視廣播有限公司於當日香港股票市場收市後，發公告宣佈已向通訊事務管理局遞交申請進行頻道重組，當中J2台將會在2024年第二季度內和「無綫財經 體育 資訊台」合併并更名为「TVB Plus」，有關重組於2024年4月15日獲得通訊事務管理局批准，頻道並於同月22日上午6時起啟播，首個節目為《姊妹淘》。

## 节目
TVB Plus所播节目既包括原J2自制或外购综合娱乐、生活潮流、旅游、音乐、电视剧等节目，也包括原無綫財經 體育 資訊台的财经和体育赛事节目。

### 新聞、財經及資訊
逢港股交易日，TVB Plus于日间與翡翠台同步直播交易現場，並單獨播出早市戰報等財經節目。其他新聞部製作的專題節目亦于TVB Plus进行重播。
若TVB Plus需在港股交易日上午直播賽馬賽事，翡翠台將臨時承接播出TVB Plus的財經時段節目。
若明珠台在傍晚時段出現特別節目調動（如直播電競賽事），TVB Plus將臨時承接播出《手語新聞報道》。

### 綜藝
TVB Plus于各個時段播出韓國、日本及中國內地等地製作的熱門綜藝節目，並于黄金时段首播自制綜藝節目。

### 劇集
TVB Plus于黄金时段播出外购日韓劇集、華語劇集或重播翡翠台自制劇集。

### 電影
現TVB Plus主要于星期六以“有GOOD戲”名義重播電影，以本地及亞洲電影為主。惟播出中途會因應播出六合彩攪珠影響而需要暫時中斷數分鐘。

### 動畫
由2024年5月11日至2025年6月22日，TVB Plus于星期六或日深夜保留重播原J2時期播出的非兒童向動畫時段。

### 香港賽馬會節目
因應無綫財經 體育 資訊台停播關係，所有香港賽馬會節目，包括六合彩攪珠、香港賽馬及受注的外國賽馬賽事改由TVB Plus播映，亦是馬會節目时隔不足两年再度回归數碼電視82频道播出。

## 互動功能
TVB Plus主打一系列通过手机扫描节目中出现的二维码（QR Code）与观众互动的功能。在各个黄金时段首播自制节目中，可能会出现以下各类型的QR Code：
- 留言（Comment）：进入线上聊天室对當前节目内容进行讨论。
- 網購（Shopping）：进入节目内容中对应同款商品的购买链接。
- 資訊（Information）：浏览关于节目内容的详细资料，如食譜、景點、美食地點、酒店簡介等。
- 著數（Jetso）：获取节目内提供的购物优惠和折扣。
- 投選（Voting）：参与节目内举行的实时问答题或投票。
- 自選鏡頭（Multi-cam）：以其他摄像机位视角观看节目。

## 数码广播格式
- 此頻道需要使用支援H.264的DMB-T/H數碼廣播解碼器或電視調諧器（升級版接收器）收看。
- 使用貼有「TVB interactive」標誌的升級版接收器，便可以使用頻道附設的TVB互動功能。
- 影像以H.264/MPEG-4 AVC格式編碼，16:9比例輸出畫面。音效以杜比數碼（AC-3）編碼，並會因應節目而提供環迴立體聲效果。
- 目前TVB Plus與無綫新聞台、明珠台及鳳凰衛視香港台共同採用統計復用技術（英语：statistical multiplexing）於一條頻寬大約21.5Mbps（兆位/秒）的單頻網廣播。

## 外部連結
- TVB Plus的Facebook專頁
- TVB Plus官方網頁 （页面存档备份，存于）